# Dubois’ Seeschlange
Die Dubois-Seeschlange (Aipysurus duboisii) ist eine Art der Seeschlangen und Giftnattern. Das Artepitheton duboisii wurde zu Ehren des belgischen Naturforschers Charles Frédéric Dubois vergeben.

## Merkmale
Dubois’ Seeschlange an Land

Link zum Bild

Aipysurus duboisii erreicht eine Gesamtlänge zwischen 70 und 120 cm, maximal 148 cm. Der Kopf ist mäßig vom Hals abgesetzt. Die Nasenlöcher sind nach oben ausgerichtet. Die Nasalen berühren sich gegenseitig. Die Augen sind durch eine Reihe großer subokularer Schuppen von den Supralabialia getrennt. Der Schwanz ist relativ lang. Die Giftzähne sind mit einer Länge von circa 1,8 mm relativ kurz. Die Rückenschuppen liegen in 19 Reihen um die Körpermitte und sind zumeist glatt, gelegentlich jedoch leicht gekielt. Die Ventralschilde weisen rückseits eine Kerbe auf. Färbung und Zeichnung sind individuell äußerst variabel. Die Grundfärbung ist meist cremefarben bis purpur-braun, während der Körper von einem netzartigen Muster gezeichnet ist.  Kinn und Hals haben eine hellere Farbe als der Rest des Körpers.

## Verbreitung
Das geografische Verbreitungsgebiet umfasst Papua-Neuguinea, Neukaledonien sowie die nördlichen, östlichen und westlichen Küstengebiete Australiens (Korallensee, Arafurasee, Timorsee und Indischer Ozean). Aipysurus duboisii kann in Tiefen von bis zu 80 Metern angetroffen werden. Das Habitat zeichnet sich durch ebene Korallenbänke mit Korallen, Schwämmen, Algenwuchs und Wirbellosen aus. Hier findet die Art Schutz. Der Untergrund kann von sandigen und schlammigen Sedimenten dargestellt werden.

## Lebensweise
Aipysurus duboisii führt eine dämmerungsaktive Lebensweise und ernährt sich von kleinen Muränen und verschiedenen Fischen, die auf dem Meeresboden leben. Die Fortpflanzung erfolgt durch Viviparie,  also lebendgebärend. Gegenüber dem Menschen setzt sich die Art nur bei Provokation durch Giftbisse zur Wehr.

## Schlangengift
Dubois’ Seeschlange kann mit einem Giftbiss 0,43 mg (Trockengewicht) Giftsekret abgeben. Als pharmakologisch wirksame Substanzen sind postsynaptisch wirksame Neurotoxine und Myotoxine vorhanden. Neben unspezifischen Allgemeinsymptomen (z. B. Kopfschmerz, Schwindel, Übelkeit) stehen Lähmungen (Paralyse) und Muskelschädigung (Myolyse) als Symptome im Vordergrund. Diese können sich über mehrere Stunden ausbilden und durch periphere Atemlähmung zum Tod führen. Sekundär können nephrotoxische (nierenschädigende) und cardiotoxische (herzschädigende) Effekte auftreten. Die Therapie eines Giftbisses erfolgt durch Applikation eines geeigneten Antivenins (z. B. 'Sea snake antivenom' des Herstellers CSL Limited) sowie darüber hinaus symptomatisch.
Aipysurus duboisii gilt als eine der weltweit giftigsten Schlangenarten. Im Tierversuch (Maus, subkutan) wurde eine mittlere Letaldosis (LD50) von 0,044 mg/ kg ermittelt. Vergleichbare Werte sind von Inlandtaipan (Oxyuranus microlepidotus, LD50 0,044 mg/ kg) und Östlicher Braunschlange (Pseudonaja textilis, LD50 0,053 mg/ kg) bekannt. Letaldosen, die in Tierversuchen ermittelt werden, variieren abhängig von der jeweiligen Versuchstierart; die Daten sind nur bedingt übertragbar.